# Zdrój Główny
Zdrój Główny, Kryniczanka – mineralna woda lecznicza z Krynicy-Zdroju. Szczawa żelazisto-wapienna z dużą zawartością kwasu węglowego. Stosowana przy chorobach żołądka, anemiach, krzywicach. Woda jest dostępna w Pijalni Głównej. 